# Klisa (Velika)
Klisa je naselje u Republici Hrvatskoj u Požeško-slavonskoj županiji, u sastavu općine Velika.

## Zemljopis
Klisa je smještena oko 15 km zapadno od Velike,  susjedna naselja su Kruševo na sjeveru, Nježić na zapadu, Smoljanovci na istoku i Markovac, Milivojevci i Lučinci na jugu.

## Stanovništvo
Prema popisu stanovništva iz 2001. godine Klisa nije imala stanovnika, dok je prema popisu stanovništva iz 1991. godine imala 13 stanovnika.
| broj stanovnika | 33    | 39    | 37    | 50    | 72    | 74    | 137   | 71    | 57    | 60    | 46    | 29    | 11    | 13    |       |       |       |
|                 | 1857. | 1869. | 1880. | 1890. | 1900. | 1910. | 1921. | 1931. | 1948. | 1953. | 1961. | 1971. | 1981. | 1991. | 2001. | 2011. | 2021. |